# 레디메이드 인생
〈레디메이드 인생〉(Ready-made 人生)은 1934년 5월부터 1934년 7월까지 《신동아》에 연재한 채만식의 단편 소설이다. 고등교육을 받았지만, 그에 걸맞은 직업을 갖지 못한 식민 지식인의 소외와 좌절을 그린 작품이며, 고등교육의 허상을 지적한다. 식민지 시대의 취업난과 그로 인한 소시민들의 삶의 애환을 다룬 작품이며, <인텔리와 빈대떡>과 함께 지식계급의 실직과 불우한 운명을 신랄하게 풍자한 작품으로 그 시대성을 드러내었다.

## 줄거리
주인공 P는 가난한 농촌 집안 출신이지만, 신식 교육을 받은 인텔리이다. 하지만 실직 중인 P는 취직을 위해 이곳 저곳 돌아 다니지만 거절당한다. 낙심한 P는 친구들과 함께 술집, 색주집을 돌아다니면서 자신의 신세를 한탄한다. P는 아들은 인텔리로 만들지 않겠다는 생각으로 인쇄소에 아들을 심부름꾼으로 맡기어 기술을 배우게 한다.

## 작품의 배경
채만식 작가는 사이토 마코토 총독의 교육사업(조선 사람들을 위해서가 아니라, 일본 제국의 식민통치에 필요한 친일 관료들이나 기술 인력을 양성하고자 하는 식민지 교육임.)과 자유주의가 들어옴으로써 지배계급이 정한 신분과 계급이 아닌 교육에 따라 신분과 계급이 달라진다는 생각을 함을 고등교육을 받은 청년실업자가 많아진 원인이라고 비판한다. 아들 창선이를 고등교육을 받아보았자 쓸모없다면서, 학교에 보내지 않고 인쇄소에 직공으로 보낸 것만 보아도 알 수 있다. 그런데 소설의 배경은 1934년이다. 이 시기에 전 세계는 미국발 경제대공황의 영향을 받고 있어서, 일본에서는 일본 소설, 드라마인 오싱에서 오싱의 남편인 다카쿠라 류조가 부인인 오싱에게 "지금은 경제대공황 시기입니다. 대학교를 나와도 취직을 하지 못 하오."라고 말하는 장면이 나올 정도로 청년실업이 심각하였다. 조선에서도 경제대공황이 영향을 주어 청년들이 전문학교나 대학교를 나와도 취직을 하지 못하는 청년실업이 일어났다. 고등교육을 받은 청년들이 많아져서 청년실업이 일어난 것은 아니었던 것. 